# Olsböle
Olsböle är en egendom i Tenala socken inom nuvarande Raseborgs stad.
Olsböle uppkom 1579 genom en förläning till amiral Bengt Severinsson Gyllenlood, i vars ätt den stannade till 1737. Förläningen förvandlades 1612 till donation, varefter gården åtnjöt säterifrihet; den reducerades och ombildades till rusthåll 1683. Med Olsböle har sedermera förenats Hällsby och Stocksböle enstaka gårdar, vilka tilldelats rusthållet som augmentshemman och skatteköpts av godsets ägare (sedan 1832 ätten Bruncrona). Mangårdsbyggnaden ligger på en kulle omgiven av ädla lövträd. Huvudbyggnaden av trä är uppförd på 1820-talet enligt ritningar av J.E. von Rancken. Totalarealen är 707 hektar, varav 112 hektar åker.